# Sierra Club
Sierra Club je ekologická organizace ve Spojených státech amerických.

## Historie
Organizaci založil 28. května 1892 v San Franciscu v americké Kalifornii John Muir, který se stal jejím prvním prezidentem. Sierra Club působí především ve Spojených státech amerických; přidružená organizace, Sierra Club Canada, působí v Kanadě a zabývá se výhradně kanadskými otázkami. 
Klub byl tradičně spojen s progresivním hnutím a byl jednou z prvních velkých organizací na ochranu životního prostředí na světě. V současné době se angažuje při lobbování politiků podporujících zákony na ochranu životního prostředí. Klub podporuje  využívání udržitelných energii,  zasazuje se o zmírnění globálního oteplování a je proti  využívání fosilních paliv. Ve volbách většinou podporuje liberální a progresivní kandidáty.     
Posláním Sierra Clubu je „Objevovat místa s nedotčenou přírodou, těšit se z nich a chránit  je; Odpovědně využívat ekosystémy a přírodních zdroje na naší planetě  a nabádat  lidstvo, aby činilo totéž ; Vzdělávat lidi a získávat je k tomu, aby chránili a obnovovali kvalitu přírodního prostředí a prostředí, ve kterém žijí a aby k dosažení těchto cílů používali všechny zákonné prostředky. “
V roce 1903 John Muir doprovázel prezidenta Theodora Roosevelta  při návštěvé Yosemitského údolí  a lobboval u něho za to, aby  se ztohoto území stal národní park. A to se také o dva roky později  stalo. Sierra Club tak získal své první lobbistické vítězství vytvořením v pořadí  již druhého národního parku (Yellowstonský národi park  vznikl v roce 1872).

### Hetch Hetchy
V první dekádě dvacátých let 20. století se Sierra Club zapletl do kontroverze týkající se přehrady Hetch Hetchy, kdy proti sobě stáli zastánci budování vodní přehrady na řece Tuolumne, jedné z největších řek jižní části  pohoří Sierry Nevada, a odpůrci její výstavby v čele s J. Muirem a Sierra Clubem.  
Zákon o přehradě Hetch Hetchy byl schválen kongresem v roce 1913, a tak Sierra Club prohrál svou první velkou bitvu.